# Imelda May
Imelda Mary Higham, född Imelda Mary Clabby den 10 juli 1974 i Dublin, känd som Imelda May, är en irländsk sångare, låtskrivare, musiker, TV-programvärd och skådespelare.

## Karriär
År 2005 släppte hon sitt debutalbum, No Turning Back. År 2008 gav hon ut sitt andra studioalbum, Love Tattoo. Albumet nådde första plats på den irländska albumlistan och sålde bra även i Frankrike och i Storbritannien. Den 1 oktober 2010 släppte hon sitt tredje studioalbum, Mayhem. Albumet toppade albumlistan i Irland och tog sig även in på albumlistorna i Storbritannien, Nya Zeeland, Australien och Spanien. I Irland certifierades albumet två gånger platina. Bland hennes mest framgångsrika singlar finns låtarna "Mayhem", "Kentish Town Waltz" och "Make A Wish".
May gjorde sin långfilmsdebut 2022 i Fisherman's Friends: One and All.

## Diskografi
Studioalbum
- 2005 – No Turning Back
- 2008 – Love Tattoo
- 2010 – Mayhem
- 2014 – Tribal
- 2017 – Life. Love. Flesh. Blood